# Lorenz Brenneke
Lorenz Volker Brenneke (Berlino, 2 gennaio 2000) è un cestista tedesco.

## Palmarès
- Campionato tedesco: 2

Alba Berlino: 2019-20, 2020-21
- Coppa di Germania: 1

Alba Berlino: 2019-20